# Pedro Yoma
Pedro Yoma, född 28 april 1927, död 21 augusti 2009, var en friidrottare från Chile. Han deltog vid olympiska sommarspelen 1952.